# 社交辞令
社交辞令（しゃこうじれい）とは、日常から行事、風習などといったあらゆる場面での人間付き合いにおいて、物事を円滑に進めるために発言することが望ましいとされている決まり文句（習慣的、形式的な言いまわし）の挨拶や､思ってもないのに相手を誉める言葉。これを行うことにより、発言者自身が嫌われないように守る態度であり、利益のために相手に対して不本意や偽りの態度をとっている場合がある。発言者が心から誉めている場合は、社交辞令ではなく本音である。
または､社会的交流の中で、相手を気遣ったり、自分が攻撃されないために使う嘘。おべっかや御世辞を言うこと、答えになっていないような遠回しな答え方、問題解決を後回しにするために何らかの口実を使うことなど。例として「今度一緒に行けたら行こうね」と言葉だけで、行動が伴わないことなどがある。「発言に責任感がない」「口先だけの偽善者」と周囲から思われたり、人間不信の原因となる場合もある。
類似語に外交辞令がある｡